# Juan Garrido
Juan Garrido (1480-1550) fue un conquistador afroespañol del siglo XVI. Nacido en África, se trasladó a Portugal de joven, donde adoptó su nombre, y estuvo treinta años al servicio de la milicia española antes de establecerse en México.
Se le considera el ejemplo más notorio de conquistador de raza negra, aunque en realidad la presencia de negros o mulatos como verdaderos militares hispánicos se convirtió en un fenómeno de gran frecuencia después la primera década de siglo. Otros conquistadores negros serían Estevanico, Juan de Villanueva, Beatriz de Palacios, Juan García Pizarro, Juan Valiente, Juan Beltrán, Pedro Fulupo, Juan Bardales y Antonio Pérez. La presencia de estos negros hispánicos asombró a los mesoamericanos, que les llamaron teucacatzactli ("teules negros").

## Biografía
Garrido se convirtió al cristianismo en Lisboa y cruzó el Atlántico como hombre libre en 1510, cuando la corona empezaba a promover el flujo de africanos hacia las Américas, tanto esclavos como libres. Combatió en diversas campañas militares españolas del Caribe, entre ellas la conquista de Cuba por Diego Velázquez y las expediciones de Juan Ponce de León a Florida, Puerto Rico, Guadalupe y Dominica.

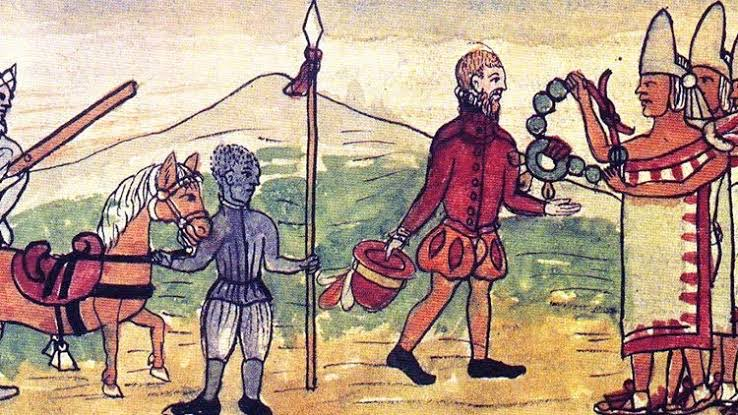
Auxiliar negro en el séquito de Hernán Cortés, posiblemente Juan Cortés o Juan Garrido. Códice Durán.

Posteriormente se embarcó en la expedición de Hernán Cortés, Garrido podría haber estado asociado con el conquistador Pedro Garrido, ya que era costumbre que los españoles diesen sus apellidos a sus auxiliares africanos, o con Juan Núñez Sedaño, de quien Bernal Díaz del Castillo comenta que venía acompañado de un negro debido a su gran riqueza. Díaz del Castillo menciona que los esclavos o sirvientes negros todavía eran escasos a causa de su carácter económicamente privativo, lo que ha llevado a ciertos historiadores a concluir que el auxiliar de Sedaño no puede ser otro que Garrido, aunque en realidad Hernán y Diego Durán hablan en sus escritos de un número plural de negros en la expedición.
Otros autores le atribuyen haber llegado más tarde, en el contingente de Pánfilo de Narváez, antes de unirse a Cortés. En esta segunda expedición viajaban también dos conquistadores mulatos que se unirían a ellos: el portugués Sebastián de Évora, descubridor del río Évora o Mocorito en Sinaloa, y la española Beatriz de Palacios. También se contaban el bufón negro Guidela y el esclavo Francisco o Juan de Eguía, quien propagaría accidentalmente la viruela en Mesoamérica tras caer enfermo en Cempoala.
Alternativamente, historiadores como Ricardo Alegría propusieron que Juan Garrido podría ser la misma persona que Juan Cortés, un esclavo negro del propio Hernán al que citan Antonio de Herrera y Tordesillas y Francisco Cervantes de Salazar.
 Juan Cortés protagonizó un momento destacado en la crónicas, ya que él y Alonso de Ojeda salieron de entre los supervivientes de la Noche Triste para enfrentarse a un guerrero mexica que les había desafiado en el camino de Otumba. Los consiguientes duelos no tuvieron lugar, ya que el mexica huyó, quizá tratando de llevarles a una emboscada.
Tras la caída del imperio mexica, Garrido organizó la construcción de una ermita cerca de Tlacopanpara conmemorar a los españoles muertos durante la conquista, que consistió en un osario para depositar los cráneos rescatados del tzompantli de Tenochtitlan.
Además abrió cultivos en Coyoacán, donde fue el primero en cultivar trigo en el Nuevo Mundo, según Andrés de Tapia a discreción de Cortés. Después de que el contingente se desplazase a la reconstruida Ciudad de México, y tras tomar parte en la expedición enviada por Cortés a Michoacán, Garrido administró su propio huerto, habitando primero extramuros y después en el interior, y obró también como portero del cabildo de la ciudad de 1524 a 1526. Dos años después, quizá desplazado de su puesto por su lealtad a Cortés durante los choques políticos, Garrido adquirió su propio grupo de esclavos negros y buscó oro en Zacatula, probablemente sin mucho éxito.

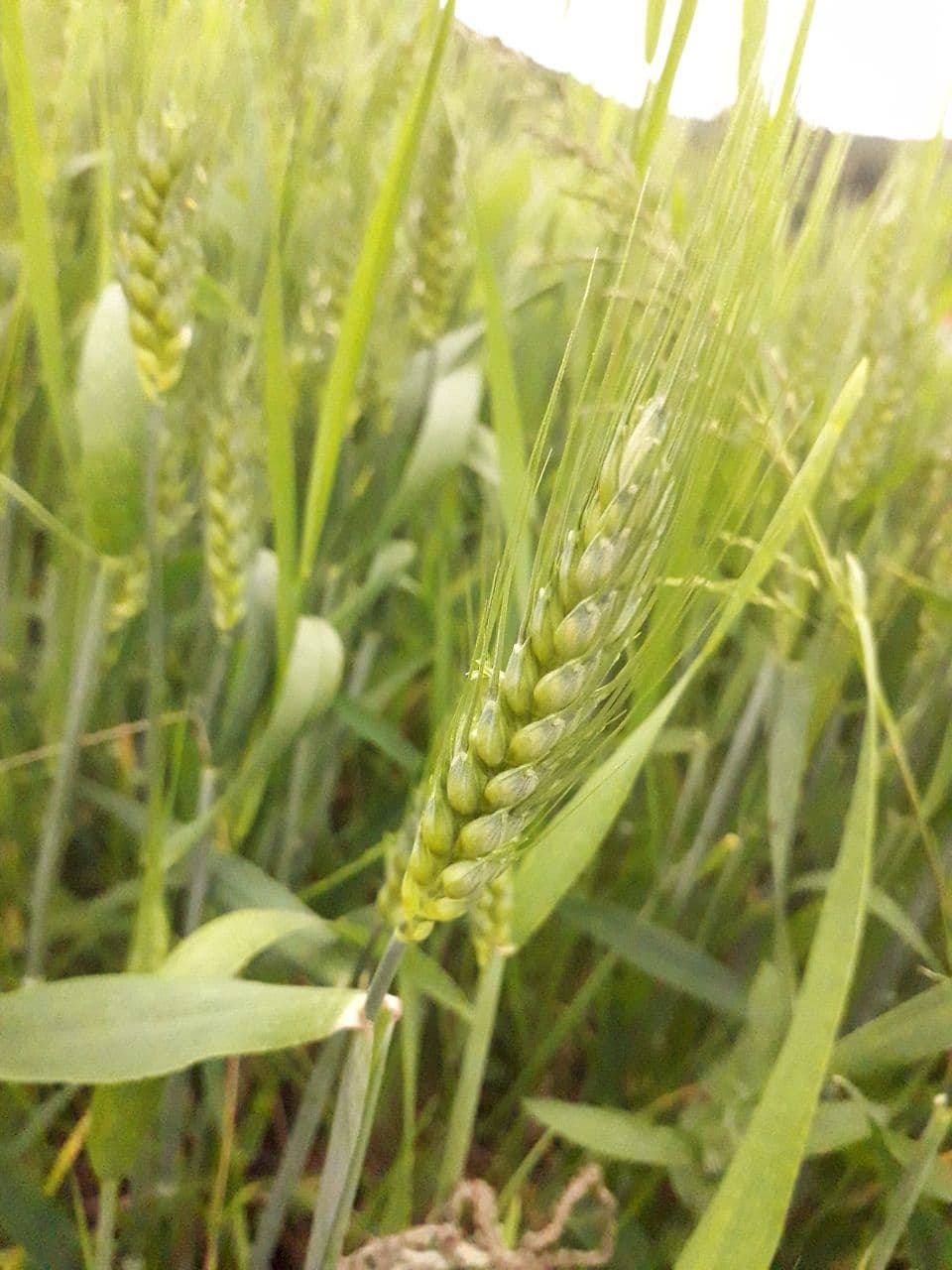
Juan Garrido tuvo en Coyoacán los primeros trigales de la Nueva España.

También participó en la expedición de Cortés a California en 1530, de nuevo en una posición privilegiada y a cargo de esclavos. El viaje fue un fracaso y Garrido volvió a Ciudad de México. En 1538 envió a la Corona una carta pidiendo reconocimiento económico por servicios. Murió doce años después, habiéndose casado y tenido tres hijos en algún momento. La carta pidiendo reconocimiento por sus tres décadas de conquistador dice:

“Yo, Juan Garrido, de color negro, vecino de esta ciudad [México], comparezco ante Vuestra Misericordia y declaro que estoy en necesidad de dar prueba a perpetuidad del rey, un informe de cómo serví a Vuestra Majestad en la conquista y pacificación de esta Nueva España, desde que entró en ella el Marqués del Valle [Cortés] y en su compañía estuve presente en todas las invasiones y conquistas y pacificaciones que se hicieron, siempre con dicho Marqués, todo lo cual hice a mis expensas sin que me dieran salario ni repartimiento de indios ni ninguna otra cosa.

Como soy casado y vecino de esta ciudad, donde siempre he vivido, y también iba con el Marqués del Valle a descubrir las islas que están en aquella parte de la Mar del Sur [Océano Pacífico] donde había mucha hambre y privación, y también como fui a descubrir y pacificar las islas de San Juan de Buriquén de Puerto Rico y también como fui en la pacificación de conquista de la isla de Cuba con el adelantado Diego Velázquez; de todas estas maneras durante treinta años he servido y sigo sirviendo a Vuestra Majestad, por estas razones arriba expuestas pido a Vuestra Misericordia. Y también porque yo fui el primero que tuvo la inspiración de sembrar trigo aquí en la Nueva España y a ver si tardaba; por razón de lo cual e por haber hecho esta experiencia vino gran bien a esta tierra. Hice esto y experimenté a mi costa.”